# Ixora longipedunculata
Ixora longipedunculata är en måreväxtart som beskrevs av De Wild.. Ixora longipedunculata ingår i släktet Ixora och familjen måreväxter. Inga underarter finns listade i Catalogue of Life.